# Rainer Kling
| Entdeckte Asteroiden: 77 (Liste unvollständig)                     | Entdeckte Asteroiden: 77 (Liste unvollständig) |
| Nummer und Name                                                    | Entdeckungsdatum                               |
| ------------------------------------------------------------------ | ---------------------------------------------- |
| (189398) Soemmerring (1)                                           | 07. Mai 2008                                   |
| (192220) Oicles (2)                                                | 14. September 2007                             |
| (204852) Frankfurt (2)                                             | 15. September 2007                             |
| (204873) FAIR (2)                                                  | 17. September 2007                             |
| (207687) Senckenberg (2)                                           | 12. September 2007                             |
| (207763) Oberursel (3)                                             | 06. Oktober 2007                               |
| (216390) Binnig (2)                                                | 14. Februar 2008                               |
| (224831) Neeffisis (2)                                             | 27. November 2006                              |
| (241136) Sandstede (1)                                             | 25. August 2007                                |
| (251595) Rudolfböttger (1)                                         | 20. April 2009                                 |
| (256813) Marburg (2)                                               | 11. Februar 2008                               |
| (266711) Tuttlingen (3)                                            | 30. August 2009                                |
| (281140) Trier (2)                                                 | 16. Februar 2007                               |
| (283142) Weena (2)                                                 | 29. Dezember 2008                              |
| (293809) Zugspitze (1)                                             | 15. September 2007                             |
| (293909) Matterhorn (1)                                            | 16. September 2007                             |
| (378214) Sauron (2)                                                | 14. Januar 2007                                |
| - (1) mit Stefan Karge - (2) mit Erwin Schwab - (3) mit Ute Zimmer |                                                |

Rainer Kling (* 1952 in Tuttlingen) ist ein deutscher Amateurastronom und Asteroidenentdecker.
Zwischen 2006 und 2010 entdeckte er zusammen mit Stefan Karge, Erwin Schwab und Ute Zimmer insgesamt 77 Asteroiden. Er ist Mitglied im Physikalischen Verein – Gesellschaft für Bildung und Wissenschaft, der im Jahr 1824 gegründet wurde.

## Ehrungen
- Der Asteroid (185639) Rainerkling wurde am 7. Juni 2009 nach ihm benannt.
- Samuel-Thomas-von-Soemmerring-Preis 2009 
 für: „Astrometrie von Objekten unseres Planetensystems und die Entdeckung von Asteroiden an der Hans-Ludwig-Neumann-Sternwarte des Physikalischen Vereins am Standort Taunus-Observatorium“ zusammen mit U. Zimmer, S. Karge und E. Schwab[3]